# Liste der Ortschaften in Louisiana

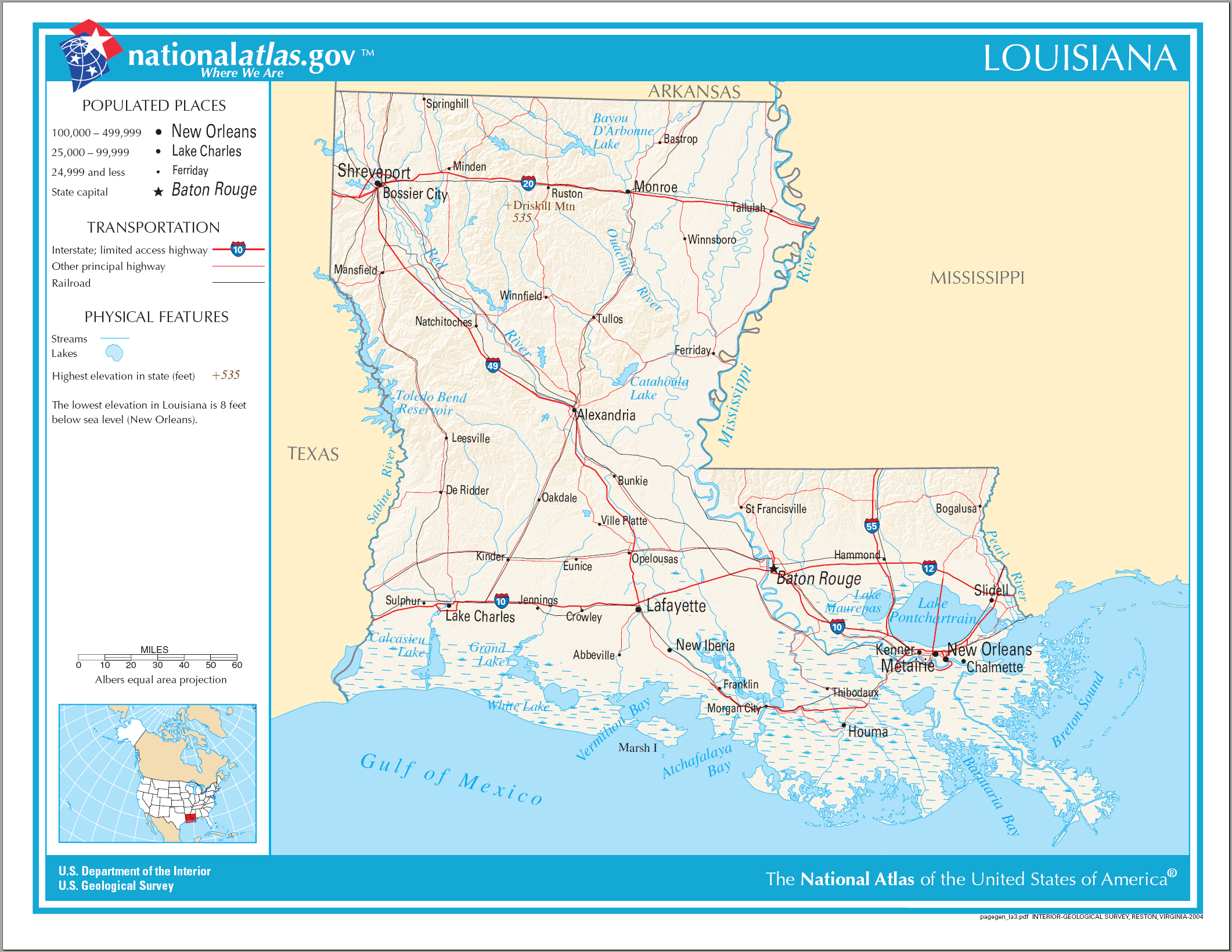
Karte von Louisiana

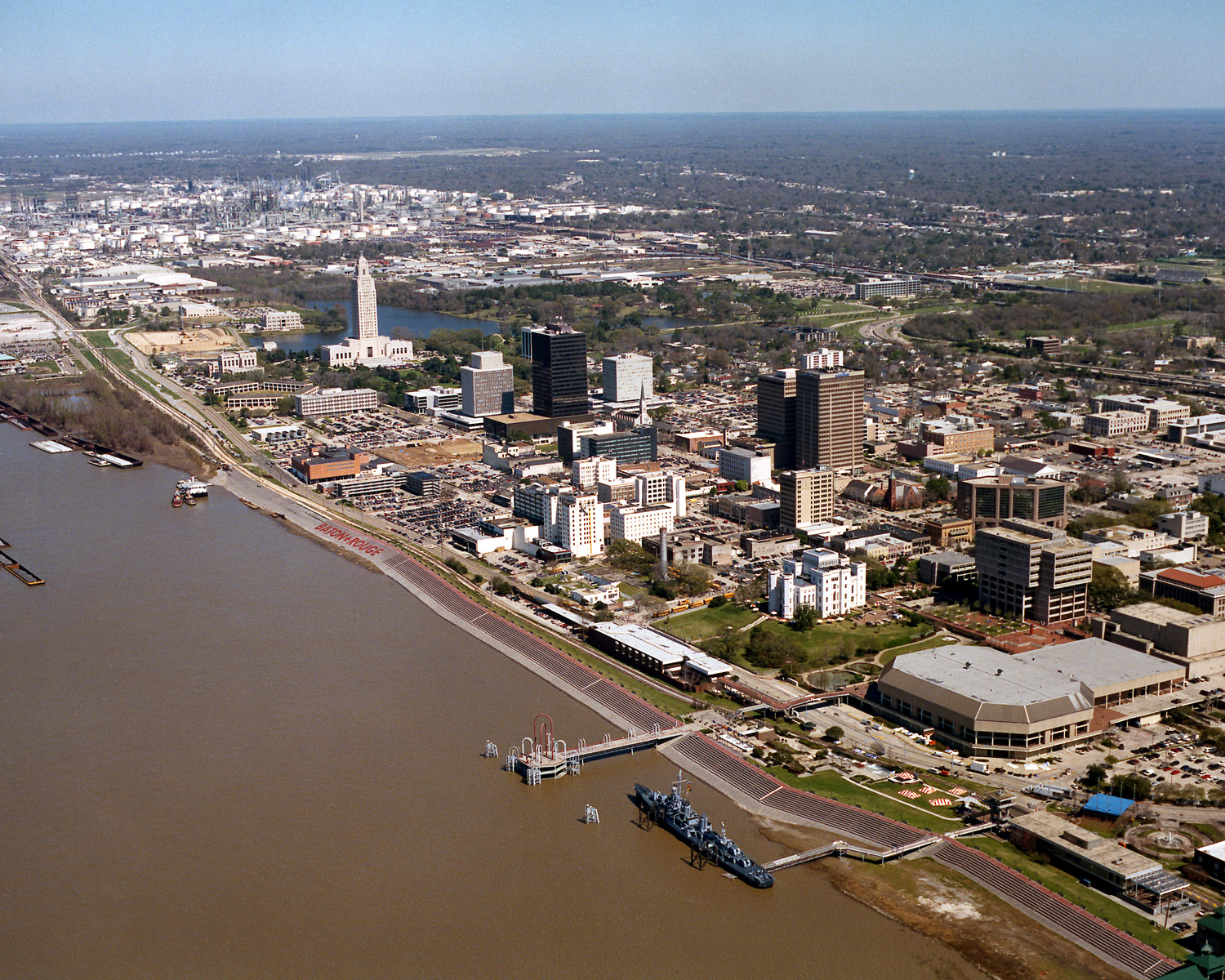
Louisianas Hauptstadt Baton Rouge

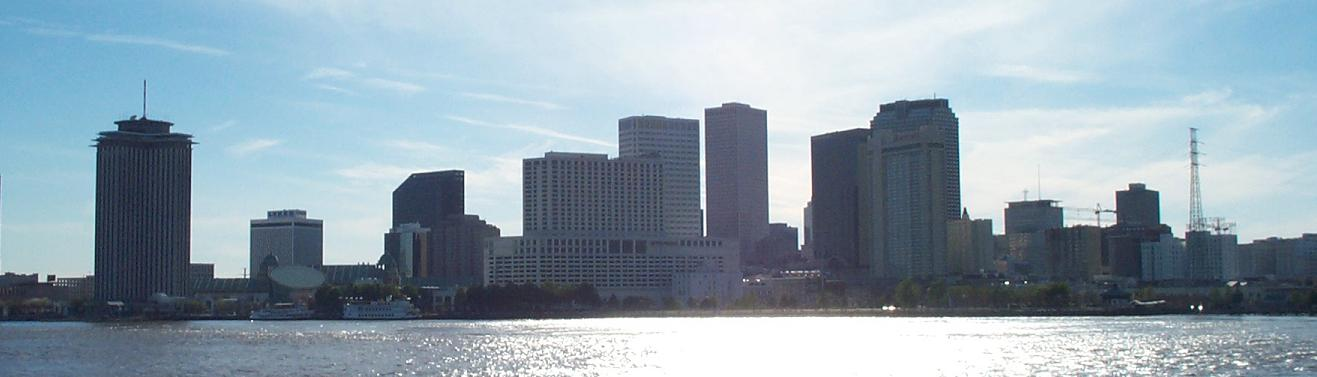
New Orleans, die größte Stadt Louisianas

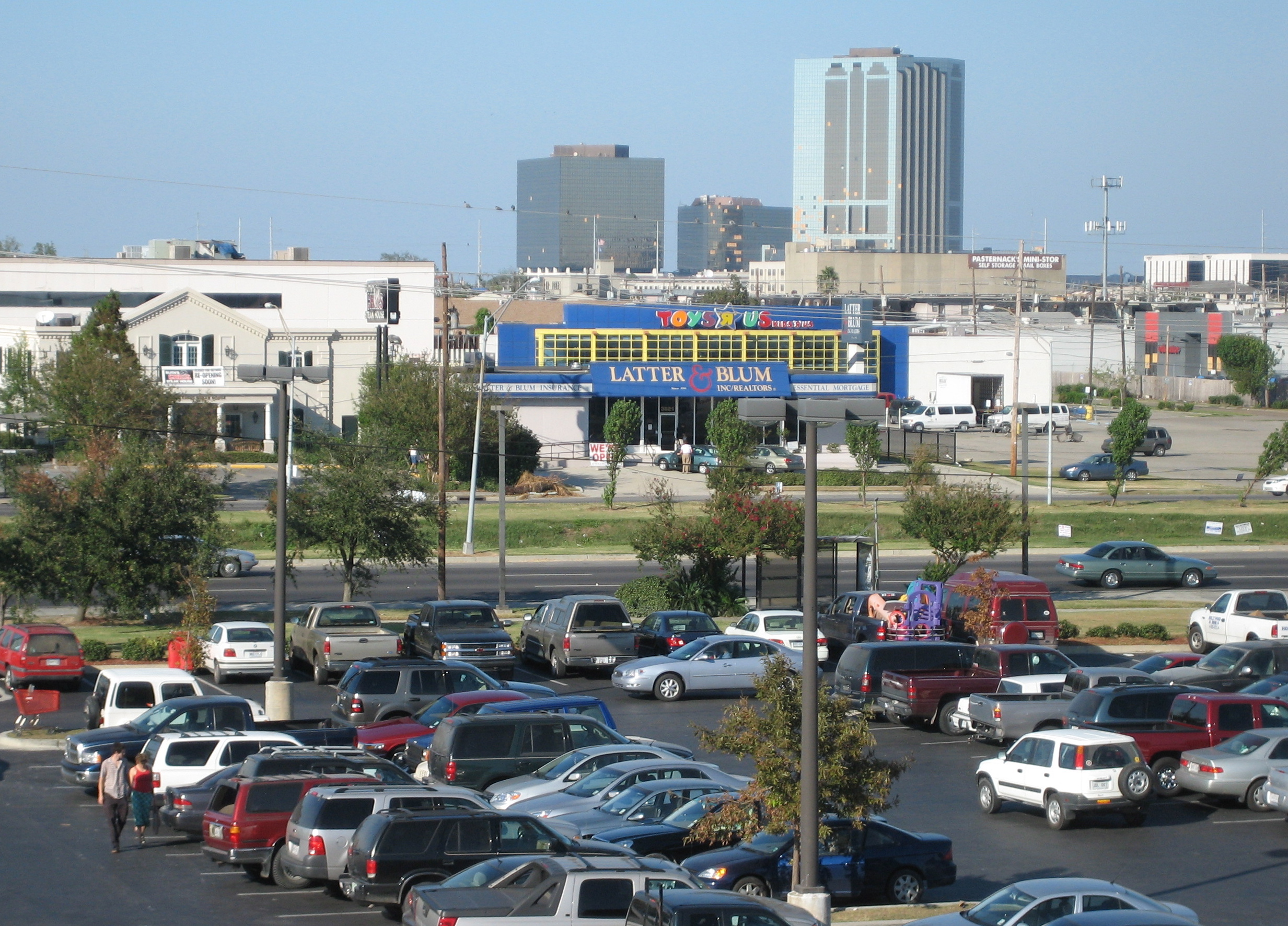
Metairie

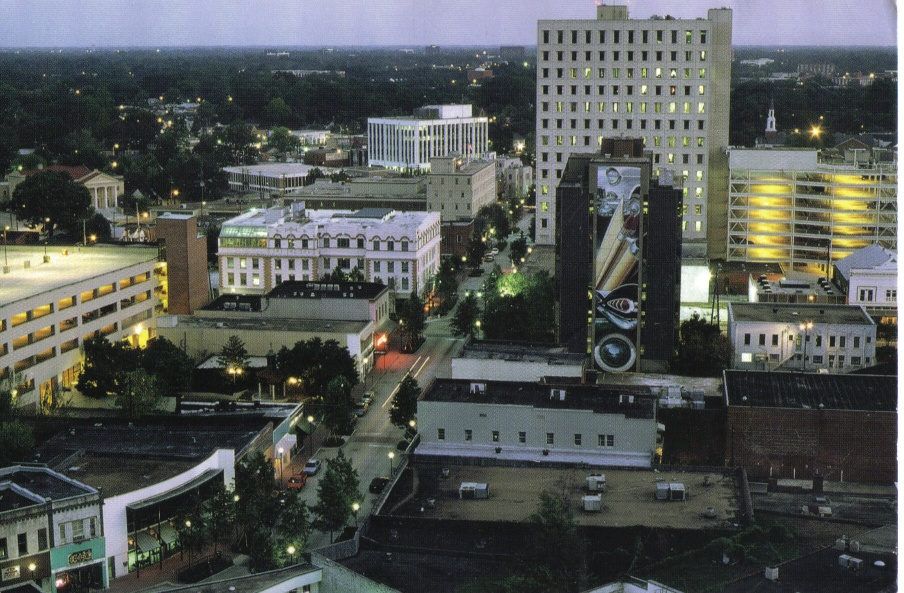
Lafayette

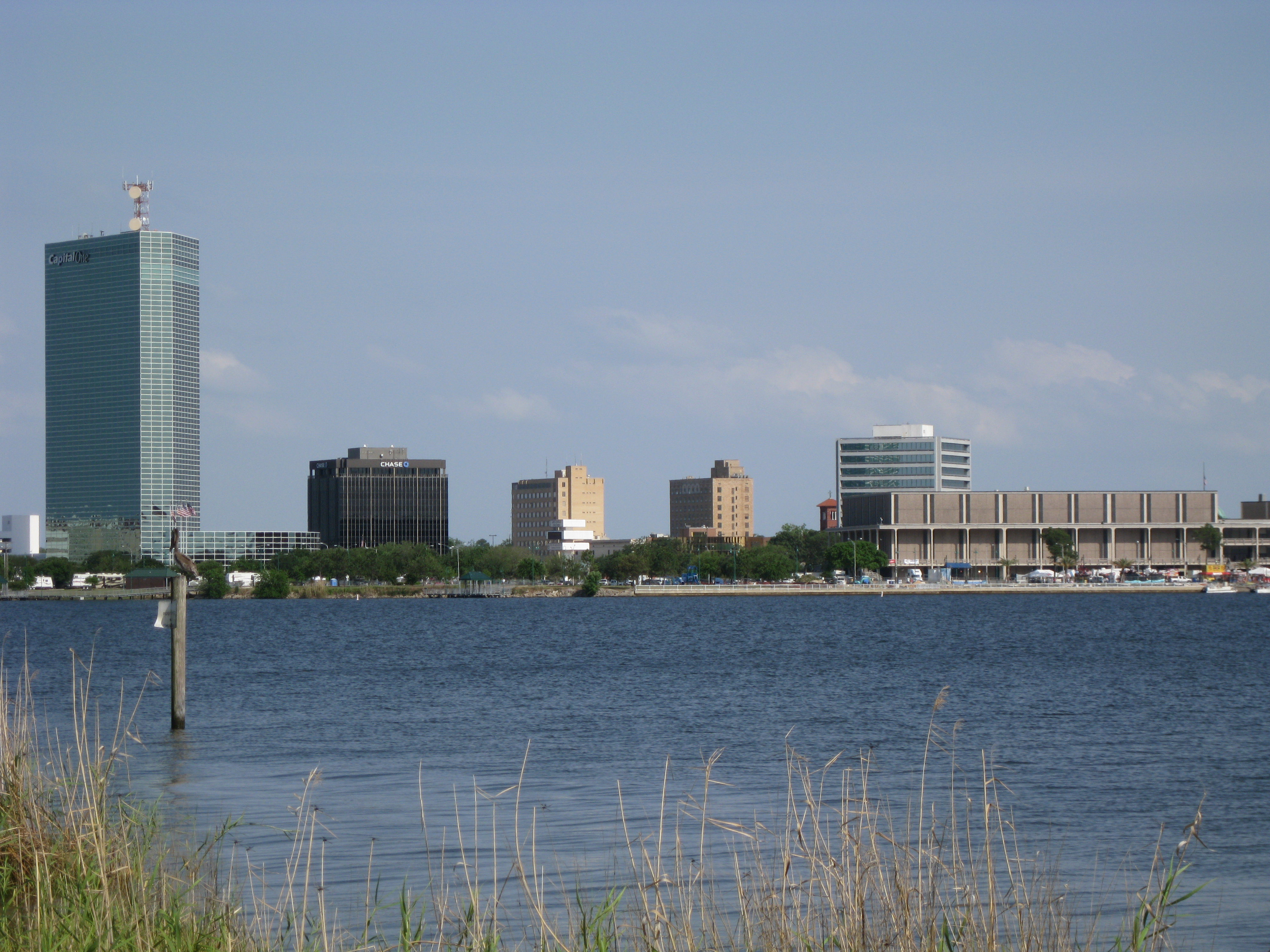
Lake Charles

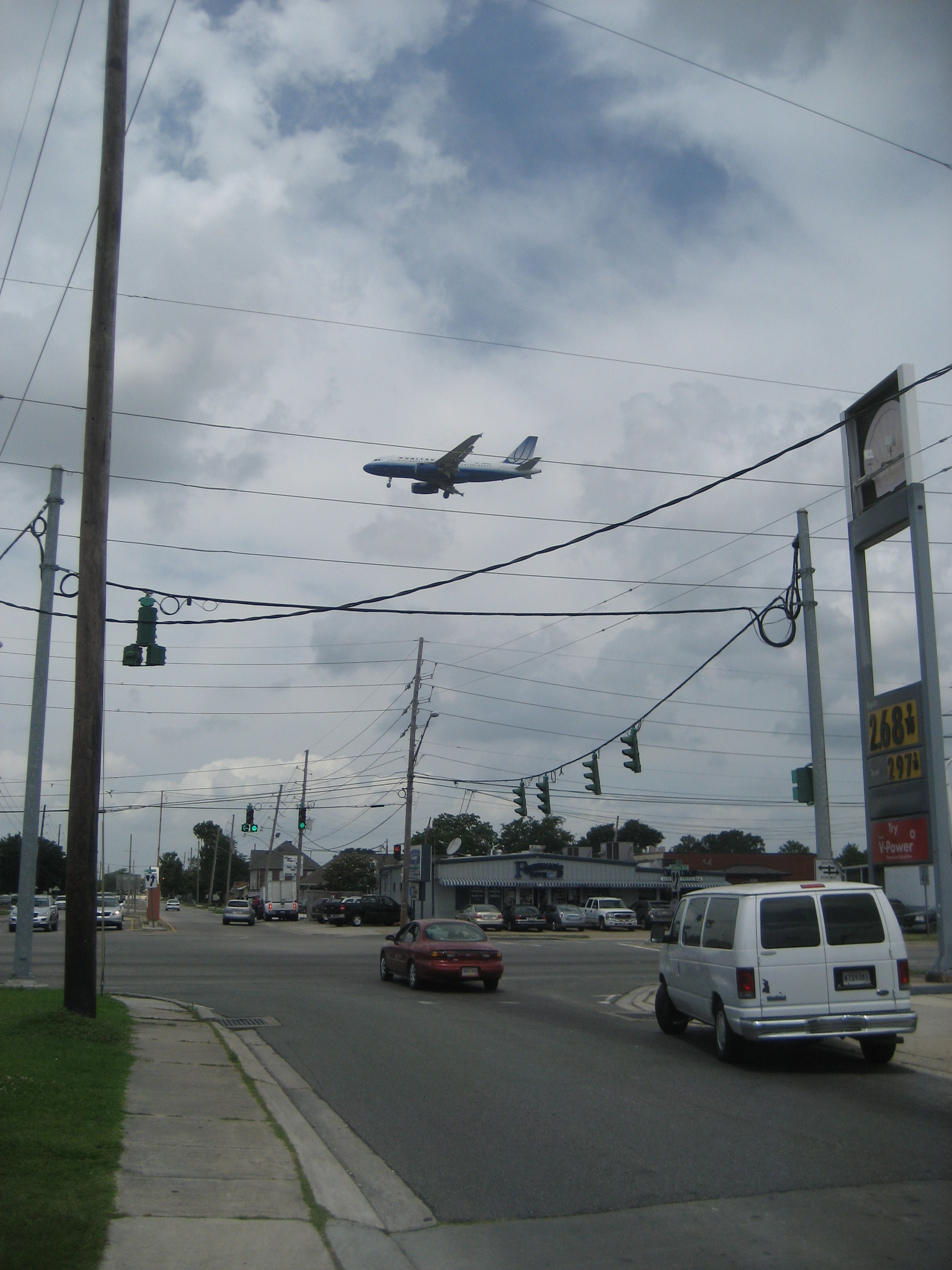
Kenner

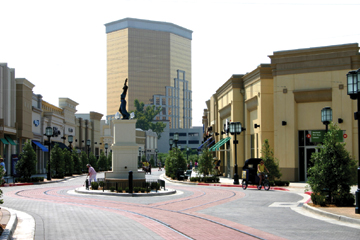
Bossier City

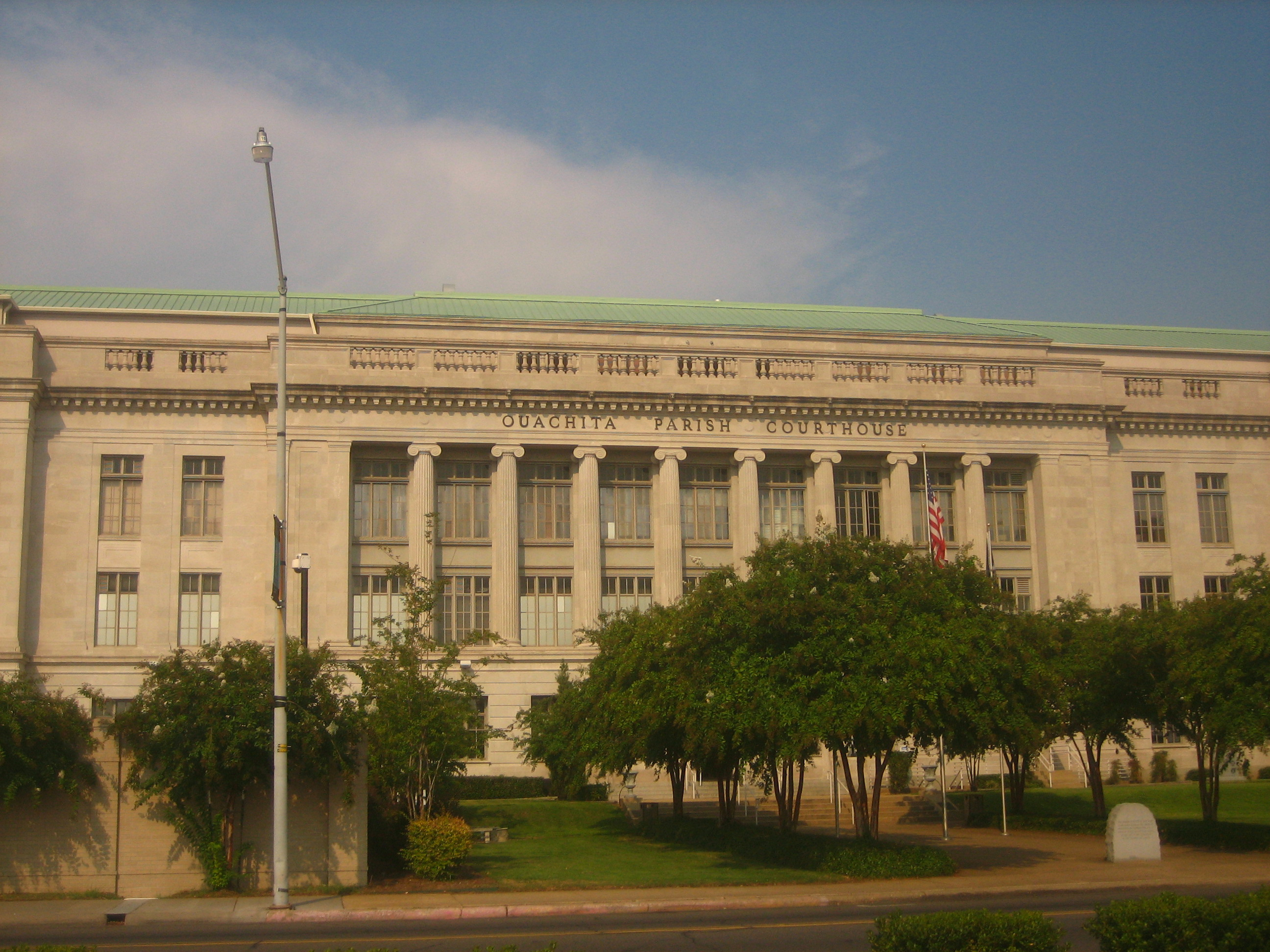
Monroe

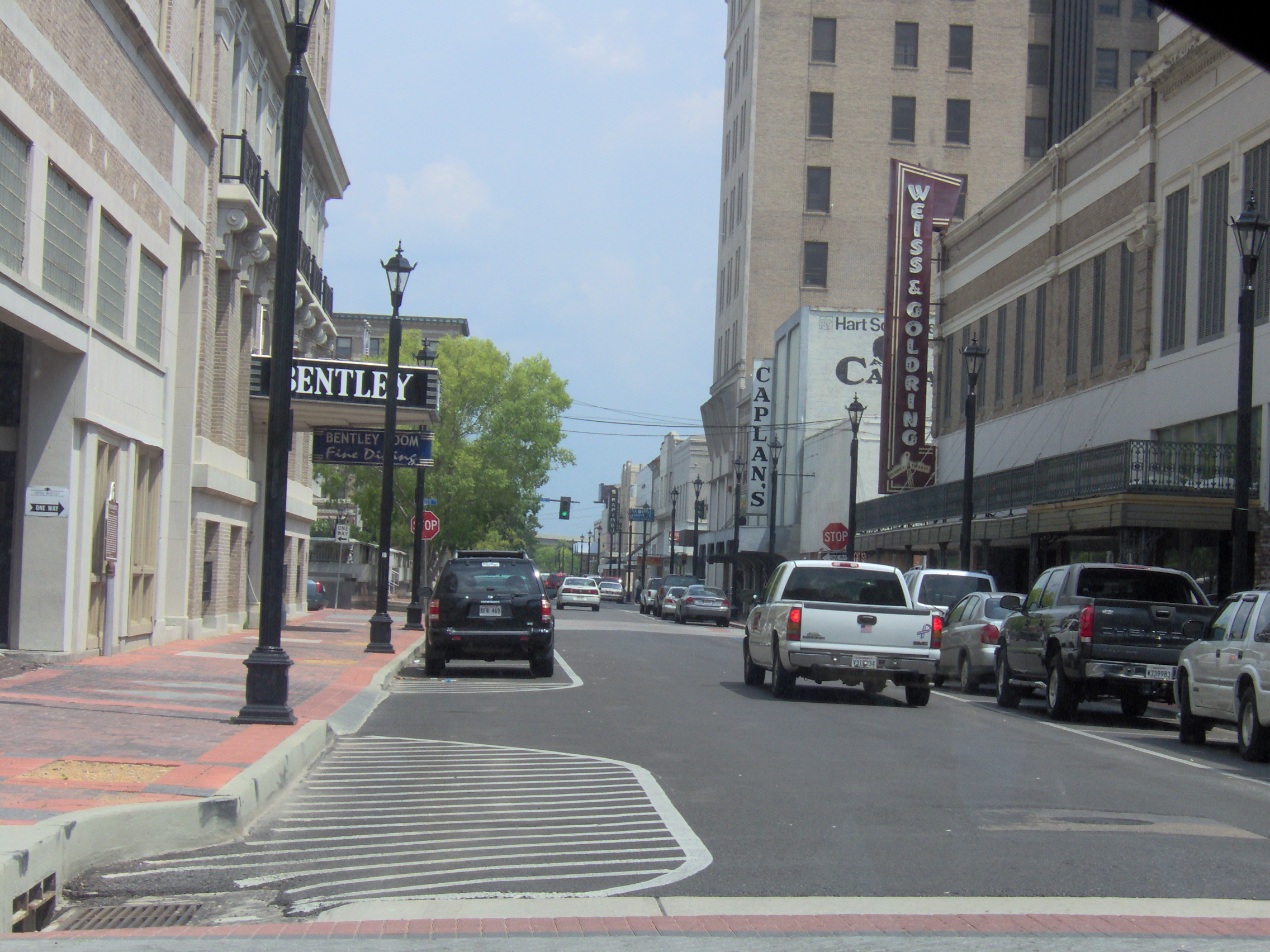
Alexandria

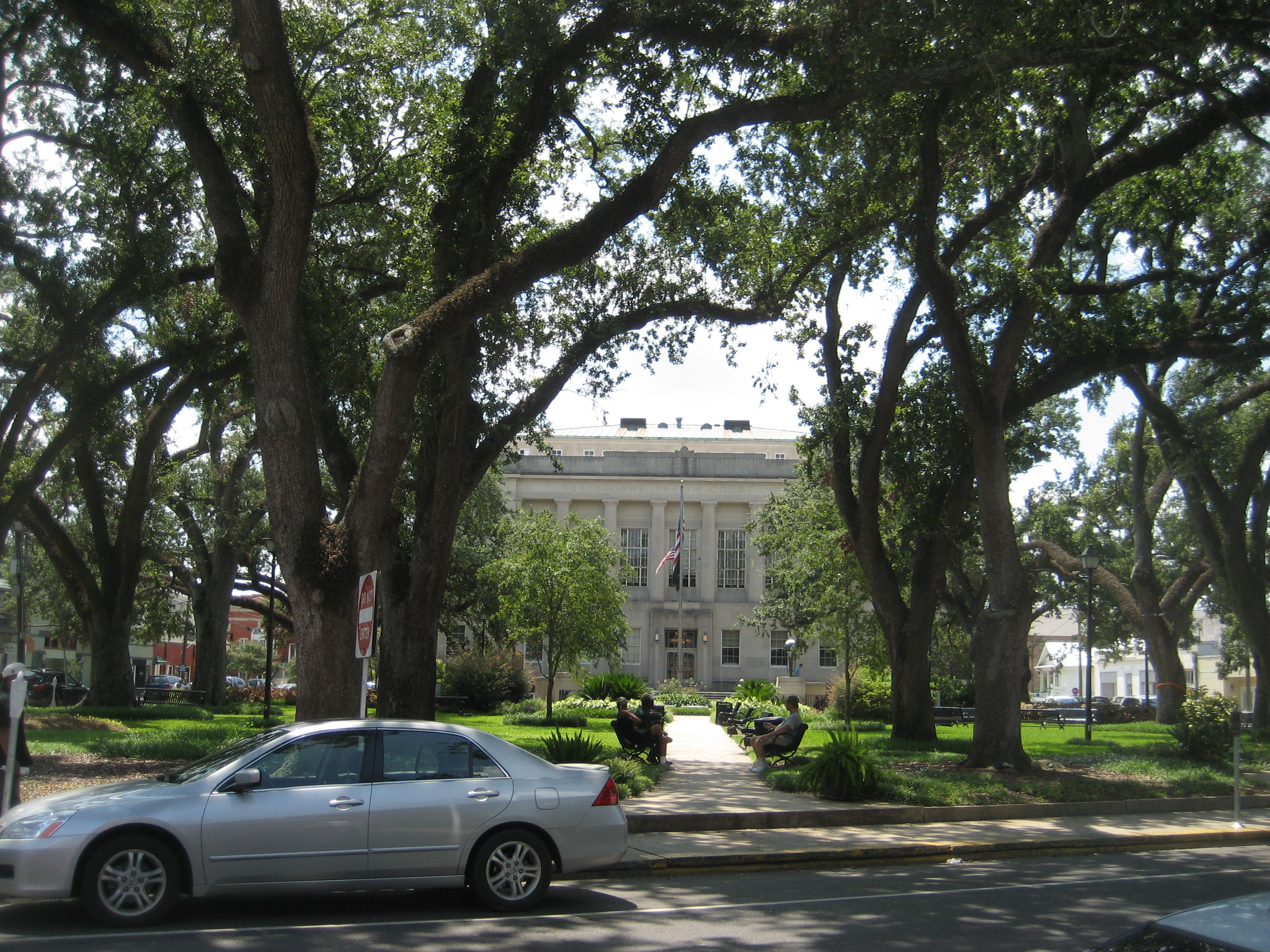
Houma

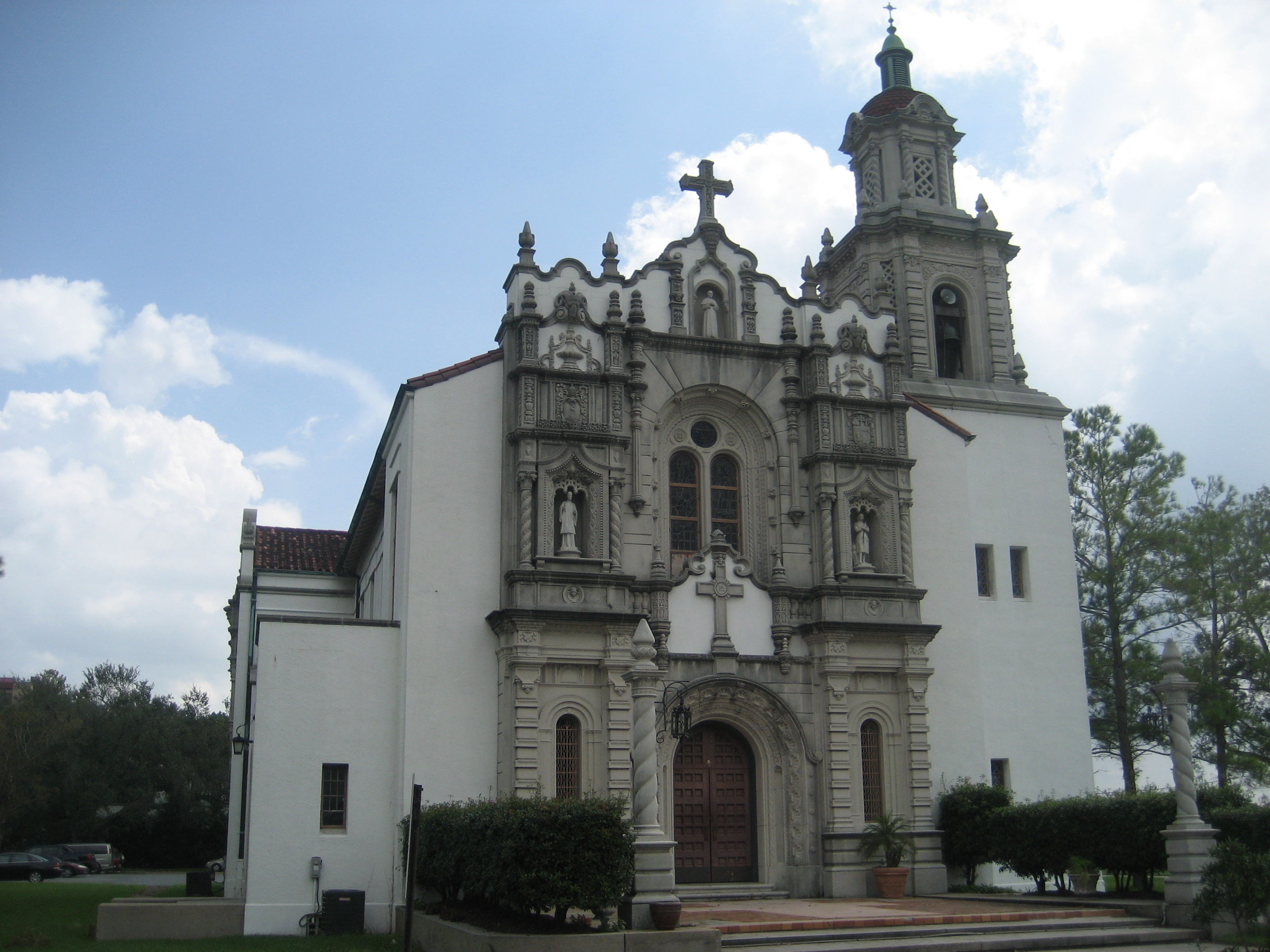
Marrero

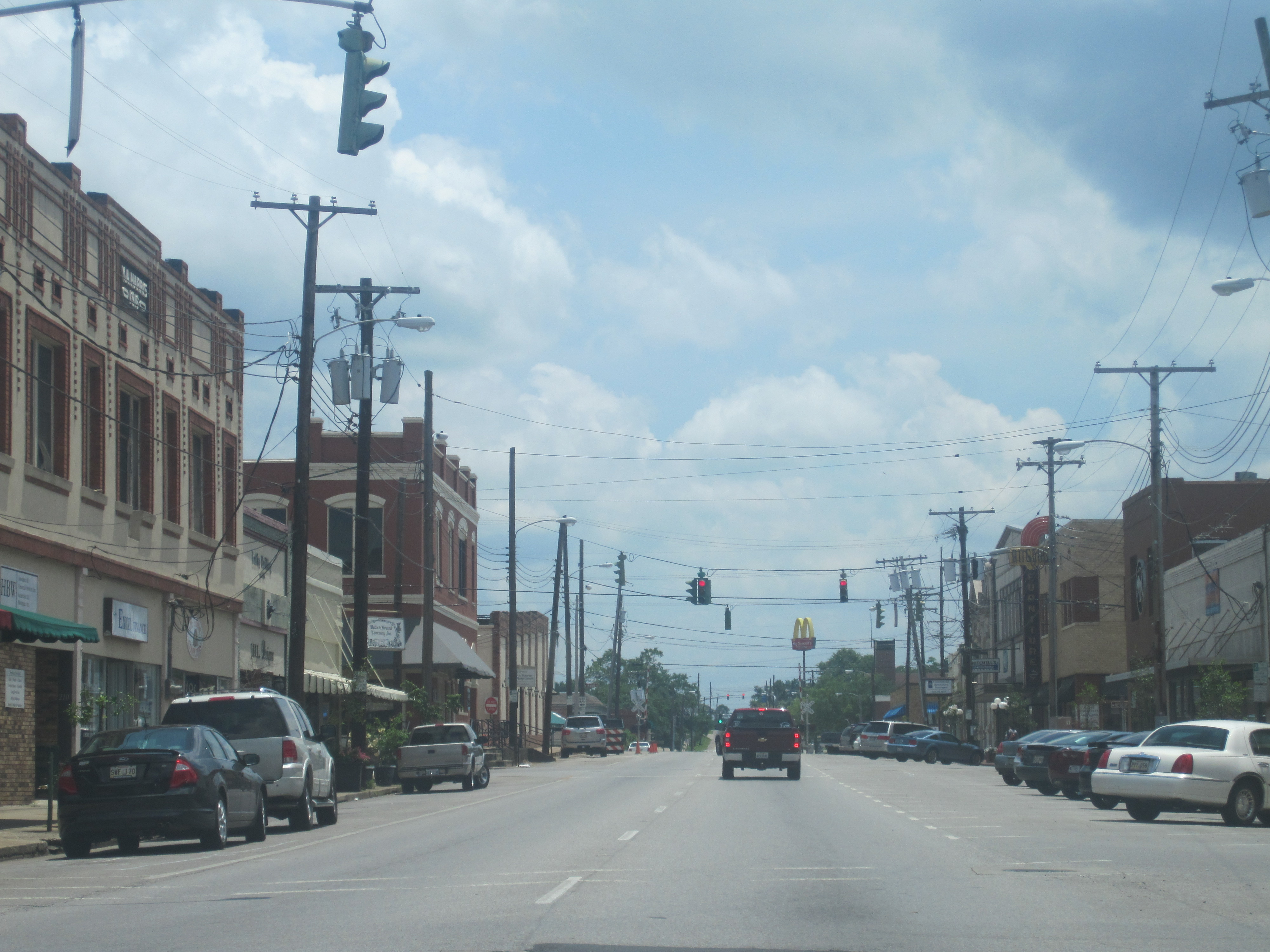
Ruston

Die folgende Liste zeigt alle Kommunen und Siedlungen im US-Bundesstaat Louisiana. Sie enthält sowohl Citys, Towns und Villages als auch Census-designated places (CDP) und andere Unincorporated Communities.
Die obere Tabelle enthält die Siedlungen, die bei der Volkszählung im Jahr 2020 mehr als 10.000 Einwohner hatten. Ebenfalls aufgeführt sind die Daten der vorherigen Volkszählung im Jahr 2000 und 2010. Die Rangfolge entspricht den Zahlen von 2020.
| Rang (2020) | Ort          | Einwohner 2020 | Einwohner 2010 | Einwohner 2000 | Typ  | Parish(es)            |
| ----------- | ------------ | -------------- | -------------- | -------------- | ---- | --------------------- |
| 1           | New Orleans  | 383.997        | 343.829        | 484.674        | City | Orleans               |
| 2           | Baton Rouge  | 227.470        | 229.493        | 228.576        | City | East Baton Rouge      |
| 3           | Shreveport   | 187.593        | 200.941        | 200.028        | City | Caddo                 |
| 4           | Metairie     | 143.507        | 138.481        | 146.136        | CDP  | Jefferson             |
| 5           | Lafayette    | 121.374        | 121.724        | 121.724        | City | Lafayette             |
| 6           | Lake Charles | 84.872         | 71.993         | 72.107         | City | Calcasieu             |
| 7           | Kenner       | 66.448         | 66.702         | 70.517         | City | Jefferson             |
| 8           | Bossier City | 62.701         | 61.315         | 56.498         | City | Bossier               |
| 9           | Monroe       | 47.702         | 48.815         | 53.157         | City | Ouachita              |
| 10          | Alexandria   | 45.275         | 47.723         | 46.487         | City | Rapides               |
| 11          | Houma        | 33.406         | 33.727         | 32.910         | City | Terrebonne            |
| 12          | Prairieville | 33.197         | 26.895         | -              | CDP  | Ascension             |
| 13          | Marrero      | 32.382         | 33.141         | 36.165         | CDP  | Jefferson             |
| 14          | Central City | 29.565         | 26.864         | 26.645         | City | East Baton Rouge      |
| 15          | LaPlace      | 28.841         | 29.872         | 27.684         | CDP  | St. John the Baptist  |
| 16          | Slidell      | 28.781         | 27.068         | 25.342         | City | St. Tammany           |
| 17          | New Iberia   | 28.555         | 30.617         | 32.667         | City | Iberia                |
| 18          | Terrytown    | 25.278         | 23.319         | 25.430         | CDP  | Jefferson             |
| 19          | Harvey       | 22.236         | 20.348         | 22.226         | CDP  | Jefferson             |
| 20          | Ruston       | 22.166         | 21.859         | 20.831         | City | Lincoln               |
| 21          | Sulphur      | 21.809         | 20.410         | 20.512         | City | Calcasieu             |
| 22          | Chalmette    | 21.562         | 16.751         | 32.069         | CDP  | St. Bernard           |
| 23          | Bayou Cane   | 21.562         | 19.355         | 17.046         | CDP  | Terrebonne            |
| 24          | Hammond      | 19.584         | 20.019         | 17.790         | City | Tangipahoa            |
| 25          | Zachary      | 19.316         | 14.960         | 11.279         | City | East Baton Rouge      |
| 26          | Shenandoah   | 19.292         | 18.399         | 17.070         | CDP  | East Baton Rouge      |
| 27          | Natchitoches | 18.039         | 18.323         | 17.899         | City | Natchitoches          |
| 28          | Estelle      | 17.952         | 16.377         | 15.880         | CDP  | Jefferson             |
| 29          | Gretna       | 17.814         | 17.736         | 18.592         | City | Jefferson             |
| 30          | Thibodaux    | 15.948         | 14.566         | 14.435         | City | Lafourche             |
| 31          | Youngsville  | 15.929         | 8.306          | 4.369          | City | Lafayette             |
| 32          | Opelousas    | 15.786         | 16.634         | 22.881         | City | St. Landry            |
| 33          | Pineville    | 14.384         | 14.555         | 14.118         | City | Rapides               |
| 34          | Luling       | 13.716         | 12.119         | -              | CDP  | St. Charles           |
| 35          | River Ridge  | 13.591         | 13.494         | 14.588         | CDP  | Jefferson             |
| 36          | Broussard    | 13.417         | 8.392          | 7.042          | City | Lafayette, St. Martin |
| 37          | Bayou Blue   | 13.352         | 12.352         | 9.093          | CDP  | Lafourche, Terrebonne |
| 38          | Gardere      | 13.203         | 10.580         | 8.992          | CDP  | East Baton Rouge      |
| 39          | Mandeville   | 13.192         | 11.560         | 10.585         | City | St. Tammany           |
| 40          | West Monroe  | 13.103         | 13.065         | 13.245         | City | Ouachita              |
| 41          | Claiborne    | 12.631         | 11.507         | 9.830          | CDP  | Ouachita              |
| 42          | Moss Bluff   | 12.522         | 11.557         | 10.535         | CDP  | Calcasieu             |
| 43          | Baker        | 12.455         | 13.895         | 13.746         | City | East Baton Rouge      |
| 44          | Gonzales     | 12.231         | 10.383         | 10.986         | City | Jefferson Davis       |
| 45          | Minden       | 11.928         | 13.082         | 13.390         | City | Ascension             |
| 46          | Crowley      | 11.710         | 13.265         | 14.479         | City | Acadia                |
| 47          | Covington    | 11.564         | 8.849          | 9.226          | City | St. Tammany           |
| 48          | Morgan City  | 11.472         | 12.404         | 12.705         | City | St. Martin, St. Mary  |
| 49          | Destrehan    | 11.340         | 11.535         | -              | CDP  | St. Charles           |
| 50          | Woodmere     | 11.238         | 12.080         | 13.058         | CDP  | Jefferson             |
| 51          | Abbeville    | 11.186         | 12.257         | 12.002         | City | Vermilion             |
| 52          | Bogalusa     | 10.659         | 12.232         | 13.375         | City | Washington            |
| 53          | Jefferson    | 10.633         | 11.193         | 11.843         | CDP  | Jefferson             |
| 54          | Belle Chasse | 10.579         | 12.679         | 9.848          | CDP  | Plaquemines           |
| 55          | Timberlane   | 10.364         | 10.243         | -              | CDP  | Jefferson             |

Weitere Siedlungen sortiert nach Citys, Towns, Villages und CDPs in alphabetischer Reihenfolge:
Citys
| - Bastrop - Breaux Bridge - Bunkie - Carencro - DeQuincy - DeRidder - Denham Springs - Donaldsonville - Eunice - Franklin | - Grambling - Gretna - Harahan - Jeanerette - Jennings - Kaplan - Leesville - Mansfield - Marksville - New Roads | - Oakdale - Patterson - Plaquemine - Ponchatoula - Port Allen - Rayne - St. Gabriel - St. Martinville - Scott - Springhill | - Tallulah - Ville Platte - Westlake - Westwego - Winnfield - Winnsboro |

Towns
| - Abita Springs - Addis - Amite City - Arcadia - Arnaudville - Baldwin - Ball - Basile - Benton - Bernice - Berwick - Blanchard - Boyce - Brusly - Campti - Chatham - Cheneyville - Church Point - Clayton - Clinton - Colfax - Columbia - Cottonport - Cotton Valley - Coushatta - Cullen - Delcambre - Delhi - Dubach - Duson - Elizabeth | - Elton - Erath - Eros - Evergreen - Farmerville - Ferriday - Fordoche - Franklinton - Gibsland - Glenmora - Golden Meadow - Gramercy - Grand Coteau - Grand Isle - Greensburg - Greenwood - Gueydan - Haughton - Haynesville - Henderson - Homer - Hornbeck - Independence - Iota - Iowa - Jackson - Jean Lafitte - Jena - Jonesboro - Jonesville - Keachi - Kentwood | - Kinder - Krotz Springs - Lake Arthur - Lake Providence - Lecompte - Leonville - Livingston - Livonia - Lockport - Logansport - Lutcher - Madisonville - Mamou - Mangham - Mansura - Many - Maringouin - Marion - Melville - Merryville - Montgomery - Mooringsport - Mount Lebanon - Newellton - New Llano - Oak Grove - Oberlin - Oil City - Olla - Pearl River - Plain Dealing - Pollock | - Port Barre - Rayville - Richwood - Ridgecrest - Ringgold - Roseland - Rosepine - St. Francisville - St. Joseph - Sarepta - Sibley - Simmesport - Slaughter - Sorrento - Springfield - Sterlington - Stonewall - Sunset - Tullos - Urania - Vidalia - Vienna - Vinton - Vivian - Walker - Washington - Waterproof - Welsh - White Castle - Wisner - Woodworth - Zwolle |

Villages
| - Albany - Anacoco - Angie - Ashland - Athens - Atlanta - Baskin - Belcher - Bienville - Bonita - Bryceland - Calvin - Cankton - Castor - Chataignier - Choudrant - Clarence - Clarks | - Collinston - Converse - Delta - Dixie Inn - Dodson - Downsville - Doyline - Dry Prong - Dubberly - East Hodge - Edgefield - Epps - Estherwood - Fenton - Fisher - Florien - Folsom - Forest | - Forest Hill - French Settlement - Georgetown - Gilbert - Gilliam - Goldonna - Grand Cane - Grayson - Grosse Tete - Hall Summit - Harrisonburg - Heflin - Hessmer - Hodge - Hosston - Ida - Jamestown - Junction City | - Keithville - Kilbourne - Killian - Lillie - Lisbon - Longstreet - Loreauville - Lucky - McNary - Martin - Maurice - Mermentau - Mer Rouge - Montpelier - Moreauville - Morganza - Morse - Mound | - Napoleonville - Natchez - Noble - North Hodge - Norwood - Oak Ridge - Palmetto - Parks - Pine Prairie - Pioneer - Plaucheville - Pleasant Hill - Port Vincent - Powhatan - Provencal - Quitman - Reeves - Richmond | - Robeline - Rodessa - Rosedale - Saline - Shongaloo - Sicily Island - Sikes - Simpson - Simsboro - South Mansfield - Spearsville - Stanley - Sun - Tangipahoa - Tickfaw - Turkey Creek - Varnado - Wilson |

CDPs
| - Avondale - Banks Springs - Bayou L’Ourse - Bayou Vista - Belle Rose - Bridge City - Brownfields - Carlyss - Chackbay - Cameron - Cut Off | - Eden Isle - Elmwood - Eastwood - Fort Polk South - Galliano - Gray - Hackberry - Inniswold - Labadieville - Lacombe - Lakeview | - Larose - Longville - Meraux - Merrydale - Monticello - New Orleans Station - Oak Hills Place - Old Jefferson - Oretta - Pierre Part - Point Place | - Paincourtville - Prien - Red Chute - Reserve - Schriever - St. Rose - Supreme - Swartz |